# ناديا بشناق
ناديا بشناق هي ناشطة أردنية في مجال المرأة والمساواة وحماية الأسرة. عضو مجلس الأعيان الأردني.

## الخبرات العملية
أسست ناديا بشناق مركز التوعية والإرشاد الأسري وترأس إدارته، وهي عضو اللجنة الملكية للأجندة الوطنية، ومشاركة في الفريق الإداري للمشروع الوطني لحماية الأسرة. كما ترأس الاتحاد العام للمرأة فرع الزرقاء، وعضو مجلس أمناء الجامعة الهاشمية. نشرت العديد من الأبحاث الدراسية عن المساواة وحقوق المرأة في جامعة لوند في السويد. رأست مركز الأميرة بسمة للتعليم الخاص لأكثر من 10 أعوام وعمليت في مكتب الخدمات الاستشارية للمرأة في نادي صاحبات الأعمال والمهم عامي 1993-1994. 
حصلت ناديا بشناق على جائزة الأصوات الحيوية للقيادة العالمية عام 2017 في حقوق الإنسان. صدرت الإرادة الملكية بتعيينها عضواً في مجلس الأعيان الأردني عام 2009 لغاية 2010